# Martin Ney (Serienmörder)

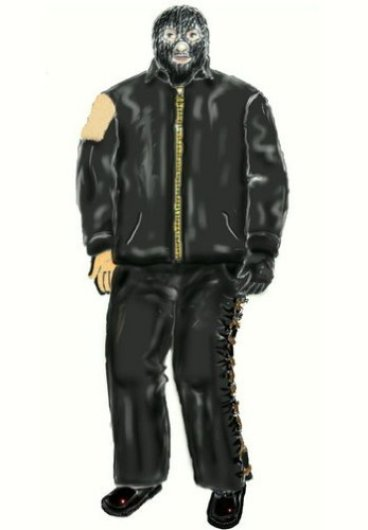
Fahndungsbild der Polizei Niedersachsen zum Maskenmann

Martin Ney (* 12. Dezember 1970 in Bremen), in der Presse auch Maskenmann und schwarzer Mann genannt, ist ein deutscher Serienmörder und Pädokrimineller, der seine erste bekannt gewordene Tat 1992 beging. Ihm wurden drei Morde und mehr als 40 Sexualdelikte an Kindern nachgewiesen, bei denen er meist in Schullandheime einstieg. Einige Taten verübte er auch in Zeltlagern, Privathäusern und an anderen Orten. Nach seiner Verhaftung am 15. April 2011 gestand der damals 40-Jährige drei Morde. Am 27. Februar 2012 verurteilte ihn das Landgericht Stade zu einer lebenslangen Freiheitsstrafe und stellte die besondere Schwere der Schuld fest.

## Taten
1992 begann eine Missbrauchsserie an Jungen, vorwiegend in Norddeutschland. Ney, der als groß und kräftig beschrieben wurde, drang stets nachts und maskiert in Schullandheime, Zeltlager und Jugendheime ein, um sich an Jungen zu vergehen. Ab 1994 brach er auch in Einfamilienhäuser ein.
Ney hat neben etwa 45 versuchten oder vollendeten Missbrauchsdelikten auch drei Morde in Norddeutschland begangen.

### Schullandheimserie

#### Kinderheim Hepstedt
Am 3. März 1992 entdeckte die Begleiterin einer Schulklasse in einem Kinderheim in Hepstedt in einem leeren Schlafsaal einen maskierten Mann, der kurz darauf durch eine Terrassentür floh. Wenige Tage später versuchte ein maskierter Mann einen 11-jährigen Jungen zu missbrauchen, flüchtete aber, als dieser zu schreien begann. Zwischen April und Juni 1992 wurde der Maskierte noch zweimal von Schülern gesehen, ehe er eines Nachts im August mehrere Kinder weckte und unsittlich berührte. Im September trat der Unbekannte an das Bett eines Jungen und forderte diesen auf, sich auszuziehen. In einer Oktobernacht sprach der Maskenmann hintereinander fünf Kinder an, von denen er anschließend drei missbrauchte. Nach diesen Vorfällen wurde im Schullandheim ein Bewegungsmelder installiert und die Türschließanlage erneuert.

#### Schullandheim Badenstedt
Ebenfalls im März 1992 begann eine Serie ähnlich gelagerter Vorfälle im Schullandheim Badenstedt in Zeven, als ein Unbekannter in der Nacht versuchte, einen 13-Jährigen zu missbrauchen. Im August desselben Jahres verging sich der vermutlich gleiche Täter in der Toilette des Schullandheimes an einem 10-jährigen Jungen. Im September 1992 berührte er einen 9-Jährigen unsittlich, nachdem er ihn aus seinem Bett in einen Nebenraum getragen hatte. Im Mai 1994 missbrauchte der mutmaßliche Serientäter einen 11-jährigen und etwa ein Jahr später einen 10-jährigen Jungen. Im Oktober 1995 versuchte er einen 13-Jährigen anzufassen, flüchtete aber, als dieser sich zur Wehr setzte und Zimmerkollegen aufweckte. Im Juni 1998 schlug er in Badenstedt letztmals zu, als er erneut versuchte, zwei Jungen unsittlich zu berühren, die sich jedoch wehrten.

#### Schullandheim Cluvenhagen – Mord an Stefan Jahr (1992) und weitere Straftaten in Schullandheimen
Im März 1992 sah eine Lehrerin im Flur des Schullandheims Cluvenhagen einen Mann, der einen schlaftrunkenen Jungen bei sich hatte, der sich nicht wehrte. Als der Täter die Lehrerin bemerkte, floh er. Am frühen Morgen des 31. März 1992 verschwand der 13-jährige Stefan Jahr aus einem Internat in Scheeßel. Fünf Wochen später wurde seine Leiche mit auf dem Rücken gefesselten Händen in den Verdener Dünen vergraben aufgefunden. Am 9. April 1995 verging sich ein Mann nachts an einem Jungen in der Jugendherberge Bademühlen.

#### Schullandheim Wulsbüttel – Mord an Dennis Klein (2001)
Im Juni 1995 missbrauchte ein Täter einen 10-jährigen Austauschschüler in Wulsbüttel und flüchtete durch ein Zimmerfenster. Im Juli 1999 weckte ein Mann einen 8-jährigen Jungen, brachte ihn ins Untergeschoss des Hauses und missbrauchte ihn. Am 5. September 2001 verschwand der 9-jährige Dennis Klein nachts aus seinem Zimmer. Vierzehn Tage später wurde der Junge von einem Pilzsammler in einem dichten Gebüsch an einem Waldweg zwischen Kirchtimke und Hepstedt ermordet aufgefunden.

#### Schullandheim  in Westfrankreich – Mord an Jonathan Coulom (2004)
Am 7. April 2004 verschwand der 11-jährige Jonathan Coulom aus einem Schullandheim in Saint-Brévin-les-Pins in Westfrankreich. Einen Monat später wurde seine Leiche in einem etwa 30 Kilometer entfernten Teich gefunden. Martin Ney soll im Tatzeitraum in der Nähe des Tatortes gewesen sein. Da der Tatablauf den Fällen in Niedersachsen ähnelte, hatten ihn die französischen Ermittler seither als möglichen Mörder in Verdacht. Anfang 2021 wurde der in der JVA Celle einsitzende Martin Ney an Frankreich ausgeliefert. Dort drohte ihm ein Prozess, da er mit dem Mord geprahlt und Täterwissen offenbart habe. Anschließend soll er seine lebenslange Haftstrafe weiter in Deutschland verbüßen. Im September 2021 wurde er jedoch wieder zurück nach Deutschland überstellt, da die vorhandenen Indizien in Frankreich nicht für eine Anklage ausreichten.

### Zeltlagerserie – Mord an Dennis Rostel (1995)
Die Taten dieser Serie begannen im August 1992, als ein maskierter Täter einen 9-Jährigen und ein weiteres Kind im Zeltlager Selker Noor sexuell missbrauchte. Im Juli 1994 begab sich der Täter nacheinander in zwei Zelte eines Zeltlagers in Otterndorf und weckte sieben Jungen im Alter von 8 und 9 Jahren, die er anschließend sexuell belästigte. Ende August 1994 wachte ein 13-Jähriger im Zeltlager Selker Noor auf, als der Täter ihn anfasste. Nach etwa zehn Minuten verschwand der maskierte Mann. Zwei Tage später belästigte der unbekannte Täter erneut einen anderen 13-Jährigen im Zeltlager Selker Noor, indem er ihn anfasste. In der Nacht auf den 24. Juli 1995 verschwand der 8-jährige Dennis Rostel aus dem Zeltlager Selker Noor. Zwei Wochen später fanden deutsche Touristen bei Skive in Dänemark seine in einer Sanddüne vergrabene Leiche.

### Einfamilienhausserie
Ein maskierter Täter drang in der Zeit ab April 1994 in mehrere Einfamilienhäuser im Raum Bremen, vornehmlich im Stadtteil Horn-Lehe, ein und missbrauchte dort Jungen. Obwohl die Taten in einigen Details von der üblichen Vorgehensweise abwichen, gingen die Ermittler von einem Serienzusammenhang aus. Die Polizei gab, obgleich Eltern darauf drängten, keine öffentliche Warnung heraus.

### Chronologische Übersicht der Taten
Die Aufzählung umfasst eine Auswahl an Taten, deretwegen Martin Ney verurteilt wurde.
| Datum     | Tatort                    | Straftat                        | Bemerkung                                                                        |
| --------- | ------------------------- | ------------------------------- | -------------------------------------------------------------------------------- |
| März 1992 | Kinderheim Hepstedt       | Hausfriedensbruch               | Täter wurde entdeckt und flüchtete unerkannt                                     |
| März 1992 | Kinderheim Hepstedt       | versuchter Missbrauch           | Opfer setzte sich zur Wehr                                                       |
| März 1992 | Schullandheim Badenstedt  | versuchter Missbrauch           |                                                                                  |
| März 1992 | Schullandheim Cluvenhagen | versuchter Missbrauch           | Täter wurde entdeckt, brach die Tat ab und flüchtete unerkannt                   |
| März 1992 | Internat Scheeßel         | Mord                            | Ermordung von Stefan Jahr; der Leichnam wurde am 3. Mai 1992 aufgefunden         |
| Aug. 1992 | Kinderheim Hepstedt       | multipler Missbrauch            |                                                                                  |
| Aug. 1992 | Schullandheim Badenstedt  | Missbrauch                      |                                                                                  |
| Aug. 1992 | Zeltlager Selker Noor     | Missbrauch                      |                                                                                  |
| Sep. 1992 | Schullandheim Badenstedt  | Missbrauch                      |                                                                                  |
| Sep. 1992 | Kinderheim Hepstedt       | Missbrauch                      |                                                                                  |
| Okt. 1992 | Kinderheim Hepstedt       | multipler Missbrauch            |                                                                                  |
| Mai 1994  | Schullandheim Badenstedt  | Missbrauch                      |                                                                                  |
| Juli 1994 | Zeltlager Otterndorf      | multipler Missbrauch            |                                                                                  |
| Aug. 1994 | Zeltlager Selker Noor     | Missbrauch                      |                                                                                  |
| Aug. 1994 | Zeltlager Selker Noor     | Missbrauch                      |                                                                                  |
| Apr. 1995 | Jugendherberge Bademühlen | Missbrauch                      |                                                                                  |
| Mai 1995  | Schullandheim Badenstedt  | Missbrauch                      |                                                                                  |
| Juni 1995 | Schullandheim Wulsbüttel  | Missbrauch                      |                                                                                  |
| Juli 1995 | Zeltlager Selker Noor     | Mord                            | Ermordung von Dennis Rostel; der Leichnam wurde am 8. August 1995 aufgefunden    |
| Okt. 1995 | Schullandheim Badenstedt  | versuchter Missbrauch           | Opfer setzte sich zur Wehr                                                       |
| Juni 1998 | Schullandheim Badenstedt  | versuchter multipler Missbrauch | Opfer setzten sich zur Wehr                                                      |
| Juli 1999 | Schullandheim Wulsbüttel  | Missbrauch                      |                                                                                  |
| Sep. 2001 | Schullandheim Wulsbüttel  | Mord                            | Ermordung von Dennis Klein; der Leichnam wurde am 19. September 2001 aufgefunden |

## Ermittlungen
Im Zusammenhang mit der Ermordung von Dennis Klein bildete die zuständige Polizei Verden eine Sonderkommission, genannt „SoKo Dennis“. Diese konnte im Rahmen ihrer Ermittlungsarbeit die Morde und teilweise bis dato den Ermittlungsbehörden nicht bekannte Missbrauchsfälle in Zusammenhang bringen und anhand der Zeugenaussagen sowie nahezu identischen Tatabläufe einem Täter zuordnen. Das Bayerische Landeskriminalamt unterstützte die SoKo „Dennis“ mit der Erstellung einer Operativen Fallanalyse.

### Täterbeschreibung
Laut Analysen des Fallanalytikers Alexander Horn sollte es sich bei dem Täter um einen auffallend großen, stämmigen und mit einer tiefen Stimme hochdeutsch sprechenden Mann im Alter zwischen 30 und 50 Jahren handeln. Er sollte sich in Norddeutschland, vor allem in der Gegend um Bremen, gut auskennen und eventuell dort sogar wohnen. Anfang der 1990er Jahre sollte er einen Bezug zu der Gegend um die Orte Hepstedt und Badenstedt gehabt haben.
Bei seinen Taten trug der Mann dunkle Kleidung, eine Maske und Handschuhe. In allen Fällen gelang es ihm so, die Kinder einzuschüchtern. Gleichzeitig führte die dunkle Kleidung dazu, dass die betroffenen Kinder von einem „schwarzen Mann“ sprachen, was zumindest bei den ersten Taten Neys zur Folge hatte, dass den Erziehern, Lehrern und auch der Polizei die Taten wie typische Kinderphantasien erschienen und man den Opfern nicht glaubte.
Der anfangs als sportlich beschriebene Täter legte im Laufe der Jahre an Gewicht zu. Er war meist mit dem Auto unterwegs und schien möglicherweise Erfahrungen im Umgang mit Kindern zu haben. Man nahm an, dass er alleinstehend und sozial integriert lebte, eine pädophile Neigung zu Jungen im engeren Familien- und Freundeskreis allerdings durchaus bemerkt worden sein könnte.
Auffällig war zudem ein gewisser Leichtsinn des Täters, der sich an vielen Tatorten dem Risiko der Entdeckung aussetzte. Darüber hinaus hatte er insbesondere die drei deutschen Mordopfer über weite Strecken mit dem Auto transportiert, im Fall von Dennis Rostel sogar mehr als 250 Kilometer über die damals noch bewachte Grenze nach Dänemark. Dennoch war es ihm stets gelungen, kaum Spuren zu hinterlassen. Die Ermittler gingen daher von einem intelligenten Täter aus, der seine Handlungen vermutlich in einem ihm vertrauten Umfeld ausführte und vorher plante.

### Fahndungen
Trotz Überprüfung sämtlicher Verwandter und Bekannter der Opfer sowie einem Massen-DNA-Test an Hunderten Männern aus Norddeutschland blieb Ney zunächst unentdeckt. Sonderkommissionen aus Deutschland, den Niederlanden und Frankreich arbeiteten in dem Fall eng zusammen.
Auf den Täter und seine Verbrechen wurde mehrmals im Fernsehen aufmerksam gemacht, unter anderem in Sondersendungen bei Stern TV, Spiegel TV, Kriminalreport, Ungeklärte Morde und Galileo. Zudem wurden Berichte über die Verbrechen dreimal bei Aktenzeichen XY … ungelöst ausgestrahlt, ohne jedoch entscheidende Hinweise von Zuschauern zu erhalten.
Die Polizei ging rund 7800 Hinweisen nach, ohne dass es dabei zu einem Durchbruch kam. Im August 2010 meldete sich ein Zeuge bei der Polizei, der im Internet eine alte Dokumentation zur Mordserie gesehen hatte, die bei ihm eine Erinnerung weckte. Er gab an, bei einem frühmorgendlichen Jogginglauf in der Nähe des Entführungsortes den Täter zusammen mit dem Opfer Dennis Klein im Auto auf einem Waldweg gesehen zu haben, woraufhin eine sogenannte Situationsskizze angefertigt und am 10. Februar 2011 veröffentlicht wurde.

### Festnahme
Am 15. April 2011 gab die Polizei die Festnahme eines dringend Tatverdächtigen bekannt. Der entscheidende Hinweis kam von einem früheren Opfer, das 1995 von einem maskierten Täter in seinem Elternhaus missbraucht worden war und sich im Zuge der im Februar 2011 veröffentlichten Situationsskizze daran erinnert hatte, dass es einige Monate vor dem Missbrauch von dem Betreuer einer Kinderfreizeit über seine Wohnsituation ausgefragt worden war. Der damals 40-jährige Ney aus Hamburg-Harburg, der bis September 2000 in Bremen gewohnt hatte, legte nach ersten Vernehmungen ein Geständnis ab. Er gab zu, Stefan Jahr, Dennis Rostel und Dennis Klein ermordet und etwa 40 weitere Kinder missbraucht zu haben.

### Ermittlungserkenntnisse
Bei seinen Vernehmungen gab Martin Ney an, die drei von ihm gestandenen Morde begangen zu haben, um den sexuellen Missbrauch zu verdecken und nicht als Täter identifiziert werden zu können. Stefan Jahr erdrosselte er nach eigener Aussage in der Nacht seines Verschwindens, weil er ihn in seinem Auto mitgenommen und befürchtet hatte, dass dieser sein Kraftfahrzeugkennzeichen bemerkt haben könnte. Auch Dennis Rostel hatte er in seinem Wagen befördert und mit ihm einige Tage in einem Ferienhaus bei Holstebro in Dänemark verbracht, bevor er ihn erwürgte. Dennis Klein erstickte er, weil dieser sich gegen den Missbrauch lautstark zur Wehr gesetzt haben soll.
Bereits vor seiner Verhaftung war Martin Ney aus unterschiedlichen Gründen mehrfach polizeilich aufgefallen. Nachdem er im Alter von 17 Jahren zwei Elternpaaren aus Bremen mit der Entführung und Tötung ihrer Kinder gedroht hatte, wurde er 1989 wegen der dabei versuchten Erpressung von 150.000 DM nach Jugendstrafrecht zum Verrichten gemeinnütziger Arbeit verurteilt.
Als diese Vorstrafe mit Vollendung seines 24. Lebensjahrs aus dem Erziehungsregister gelöscht worden war, bewarb sich Martin Ney 1995 beim Amt für Soziale Dienste in Bremen um einen Pflegesohn. Der junge und alleinstehende Student, der zu diesem Zeitpunkt in einer Einzimmerwohnung und von 870 DM Bafög lebte, galt zwar als ungewöhnlicher Kandidat für eine solche Funktion, aufgrund der geringen Anzahl von verfügbaren Pflegeeltern akzeptierte ihn das Jugendamt jedoch als Pflegevater.
Eine Vormundschaftsrichterin vom Amtsgericht Bremen-Blumenthal, vor dem sich Ney als Jugendlicher wegen der versuchten Erpressung zu verantworten gehabt hatte, sprach dem zu diesem Zeitpunkt zweifachen Kindermörder 1996 das Sorgerecht für einen zwölfjährigen Jungen zu. Dieser lebte bis zu seiner Volljährigkeit bei Ney und wurde nach eigenen Angaben nie von ihm sexuell missbraucht.
Nach Abschluss seines Lehramtsstudiums brach Ney das sich anschließende Referendariat vor dem zweiten Staatsexamen ab und bewarb sich 2000 mit gefälschten Hochschulzeugnissen als Diplom-Sozialpädagoge auf eine Stelle zur Kinderbetreuung bei einer Hamburger Stiftung, die er bis Anfang 2008 innehatte. Bereits in den Jahren zuvor war Ney neben seinem Studium als Jugendbetreuer tätig gewesen und hatte sich so auch mit einigen Opfern und Örtlichkeiten vertraut machen können.
2005 wurde ihm sexueller Missbrauch in zwei minder schweren Fällen vorgeworfen, das Verfahren wurde gegen Zahlung einer Geldauflage von 1.800 Euro jedoch eingestellt. 2006 drohte Ney einem Sozialarbeiter aus Berlin, ihn wegen des Besitzes von Kinderpornografie anzuzeigen, und forderte für sein Schweigen 20.000 Euro. Daraufhin wurde er im selben Jahr wegen versuchter Erpressung zu einer Freiheitsstrafe von zehn Monaten auf Bewährung verurteilt.
Im Zuge dieser Ermittlungen stellte die Polizei bei der Durchsuchung von Neys Wohnung im März 2006 auch seinen Computer sicher, auf dem unter anderem etwa 30.000 Fotos mit kinderpornografischen Darstellungen entdeckt wurden. Da nicht geklärt werden konnte, wann die Bilder auf dem Rechner gespeichert worden waren und wann der letzte Zugriff darauf erfolgt war, stellte die Staatsanwaltschaft das Verfahren wegen vermuteter Verjährung im Jahr 2007 ein. Dass auf einigen der in der Asservatenkammer der Hamburger Polizei verwahrten Fotos frühere Opfer abgebildet waren, blieb unerkannt.
Im Dezember 2007 wurde Martin Ney erstmals von der SoKo Dennis befragt, da sich bei ihm mittels der Rasterfahndung Übereinstimmungen mit dem Täterprofil ergeben hatten. Dabei verneinte er jeden sexuellen Bezug zu Kindern. Die Aufforderung zur Abgabe einer Speichelprobe, der er 2008 freiwillig nicht nachkam, konnte mangels hinreichenden Tatverdachtes rechtlich nicht durchgesetzt werden.
Nach seiner Verhaftung wurde Neys Computer abermals beschlagnahmt, sein Nachmieter entdeckte im November 2011 zudem mehrere Speichermedien, die unter einer Dunstabzugshaube in seiner ehemaligen Wohnung versteckt waren. Den Ermittlern gelang es nicht, das Passwort herauszufinden und die so gesicherten Daten einzusehen. Martin Ney verweigerte die Nennung des Kennworts mit dem Hinweis auf den Schutz von Familie und Freunden. Die Wahrscheinlichkeit, den komplexen Zugangscode ohne seine Mithilfe entschlüsseln zu können, wurde trotz des Einsatzes modernster Technik als gering eingestuft. Ende 2016 benannte Martin Ney die Passwörter freiwillig den Behörden. Mit Stand Mai 2017 war die Auswertung der Datenträger noch nicht abgeschlossen.

### Verurteilung
Am 15. Juli 2011 erhob die Staatsanwaltschaft Stade wegen dreifachen Mordes und sexuellen Missbrauchs in 20 Fällen Anklage gegen Ney. Rund 20 weitere Missbrauchsfälle waren bereits verjährt. Am 10. Oktober begann der Prozess vor dem Landgericht Stade, wobei sich der Angeklagte geständig zeigte. Psychologische Gutachter attestierten ihm eine pädophile Störung, aufgrund seines gesteuerten Tatvorgehens jedoch volle Schuldfähigkeit sowie eine anhaltende Gefährlichkeit mit möglicher Rückfallgefahr. Während des Prozesses ergaben sich Hinweise auf weitere Missbrauchstaten in den 2000er Jahren und somit eine erhöhte Rückfallwahrscheinlichkeit.
Am 27. Februar 2012 wurde Martin Ney schließlich wegen Mordes zur Verdeckung von Straftaten an Stefan Jahr, Dennis Rostel und Dennis Klein sowie 20 Missbrauchsdelikten zu einer lebenslangen Freiheitsstrafe mit anschließender Sicherungsverwahrung verurteilt. Zudem stellte das Gericht die besondere Schwere der Schuld fest. Die Verteidiger von Ney legten gegen das Urteil hinsichtlich der angeordneten Sicherungsverwahrung Revision ein.
Am 10. Januar 2013 gab der Bundesgerichtshof der Revision statt und hob die verhängte Sicherungsverwahrung auf. Dies wurde mit dem Hinweis begründet, dass nach derzeitiger Rechtslage die Sicherungsverwahrung nur zu einem unerlässlichen Schutz der Allgemeinheit angeordnet werden kann. Da der Bundesgerichtshof die besondere Schwere der Schuld bestätigt hat, wird sich die bei einer lebenslangen Freiheitsstrafe übliche Mindesthaftdauer von 15 Jahren verlängern. Eine Strafaussetzung zur Bewährung kann zudem nur infolge einer nachweislichen Ungefährlichkeit des Verurteilten erfolgen. Ein derartiger Nachweis würde jedoch auch den Vollzug der Sicherungsverwahrung aussetzen. Andernfalls ist davon auszugehen, dass Martin Ney dauerhaft in Haft bleibt, möglicherweise bis zu seinem Lebensende.
Anfang des Jahres 2021 war Ney in ein Gefängnis nach Frankreich überführt worden, weil die Staatsanwaltschaft Nantes wegen Mordes an einem Minderjährigen, der im Jahr 2004 aus einem Schullandheim in Westfrankreich entführt und wenige Wochen später tot aufgefunden worden war, gegen ihn ermittelte. Aufgrund unzureichender Indizien wurde Ney noch im selben Jahr wieder nach Deutschland überstellt.

## Verbindung zum Vermisstenfall Madeleine McCann
Im Mai 2019 gaben die portugiesischen Behörden bekannt, Ney habe einem Mitgefangenen etwas über den Vermisstenfall Madeleine McCann erzählt, das nur jemand wissen kann, der an einer Entführung des vierjährigen britischen Mädchens aus einem portugiesischen Urlaubsresort beteiligt war. Ein Sprecher der Familie McCann bestätigte, dass die Polizei Ney zu der Angelegenheit befragt hat, dieser aber eine Beteiligung bestritt. Ney hatte zum Zeitpunkt der vermutlichen Entführung in einer kirchlichen Obdachlosenunterkunft in der Nähe des Urlaubsresorts gearbeitet und war auch in den 1990er-Jahren öfter in dem Urlaubsgebiet gewesen. Eine ehemalige Angestellte des Resorts hatte sich bei der Polizei gemeldet, nachdem sie in einer Netflix-Dokumentation über den Vermisstenfall auf Aufnahmen einen anderen Mann erkannt hatte, der ihr zufolge auch mit Ney unterwegs war. Daraufhin befragte die portugiesische Polizei den anderen Mann, dessen Name öffentlich nicht bekannt ist, der aber als neuer Verdächtiger in dem Fall gilt. Die portugiesische Polizei stellte explizit klar, dass es sich bei Ney nicht um den neuen Verdächtigen handelt.

## Rezeption
- In der Folge Schrei der Gänse des Radio-Tatorts von Radio Bremen wurde dieser Fall zum Teil behandelt.
- Das ZDF verfilmte die Geschichte unter dem Titel Im Namen meines Sohnes mit Tobias Moretti und Inka Friedrich in den Hauptrollen. Drehbeginn war am 20. März 2015. Die Ausstrahlung fand am 2. Mai 2016 statt.

## Dokumentarfilme
- Stern Crime: Der Maskenmann. 3 Teile. 160 Min. Erstausstrahlung: 1. März 2021 auf TVNOW.[28][29]
- Der Maskenmann. (= Aufgeklärt! Spektakuläre Kriminalfälle. Folge 13). 44 Min. Ein Film von Theresia Grunwald und Bernd Reufels. Deutschland 2021.[30]